# Giorgos Kontogeorgis
Giorgos Kontogeorgis (griechisch Γιώργος Κοντογεώργης; * 21. November 1912 auf Tinos; † 9. November 2009 in Athen) war ein griechischer Politiker (ND).

## Leben und Politik
Kontogeorgis studierte Volkswirtschaftslehre an der Wirtschaftsuniversität Athen und in den USA. Er arbeitete im Öffentlichen Dienst und stieg 1963 zum Generaldirektor im Handelsministerium auf. Diese Position verlor er unter der Griechischen Militärdiktatur 1967.
Unter Ministerpräsident Konstantinos Karamanlis, dessen konservativer Partei Nea Dimokratia er angehörte, wurde er Generalsekretär der staatlichen Tourismusbehörde EOT und 1974 bis 1977 stellvertretender Koordinations- und Planungsminister. Bei den Parlamentswahlen 1977 wurde er als Abgeordneter der Nea Dimokratia in die Vouli gewählt.
Er gehörte als Minister ohne Geschäftsbereich mit der Zuständigkeit für die Beziehungen mit der Europäischen Gemeinschaft ab November 1977 bis Januar 1981 der Regierung Karamanlis sowie dem ersten Kabinett von Georgios Rallis an. Er war damit maßgeblich an den Verhandlungen über den Beitritt Griechenlands zur Europäischen Gemeinschaft beteiligt und unterzeichnete am 28. Mai 1979 neben Ministerpräsident Karamanlis und Außenminister Rallis den Beitrittsvertrag.
Nach dem Anfang 1981 vollzogenen Beitritt war Kontogeorgis der erste griechische Politiker, der Mitglied der Europäischen Kommission wurde. Von 1981 bis 1985 war er Kommissar für Verkehr, Fischerei und Zusammenarbeit in Tourismusfragen in der Kommission Thorn.
Später wurde er in den Übergangsregierungen von Ioannis Grivas vom 12. Oktober 1989 bis zum 23. November 1989 und von Xenophon Zolotas vom 13. Februar 1990 bis zum 11. April 1990 Minister für Wirtschaft und Tourismus.